# حرف الردع والزجر
كلَّا هو حرف الرّدع والزّجر، وقيل ردع وتنبيه. و«كَلاَّ» حرفٌ على أربعة أحرف كـ«أمَّا» و«حَتَّى». وينبغي أن تكون ألفه أصلًا؛ وتعددَت استخداماته، فقال أبو حاتم: «كَلَّا» في القرآن على ضربين على معنى الرِّدّ للأؤل بمعنى «لا»، وعلى معنى «ألا» التي للتنبيه، يُستفتح بها الكلام. وقد قال بعض المفسّرين في قوله تعالى: ﴿كَلَّا إِنَّ الْإِنْسَانَ لَيَطْغَى أَنْ رَآهُ اسْتَغْنَى﴾، ومعناه حَقًا، وهذا قريبٌ من معنى «ألا». وقال الفرّاء: «كَلَّا» حرفُ رَدّ يُكتفى بها كـ«نَعَمْ»، و«بَلَى»، وتكون صلة لما بعدها، كقولك: «كَلَّا وَرَبِّ الكَعْبة» بمنزلةِ «إِيْ وربّ الكعبة»، كقوله تعالى: ﴿كَلَّا وَالْقَمَرِ﴾ (4). وعن ثَعْلَبٍ قال: لا يوقَف على «كَلَّا» في جميع القرآن، لأنّها جوابٌ، والفائدةُ فيما بعدها. وقالَ بعضهم: يوقف على «كَلَّا» في جميع القرآن؛ لأنّها بمعنى: انْتَبِهْ، إلَّا في موضع واحد، وهو قوله: ﴿كَلَّا وَالْقَمَرِ﴾، والحق فيها أنّها تكون ردّ الكلام قبلها بمعنى «لا», وتكون تنبيهًا كـ«ألا» و«حَقًّا»، وعليه الأكثرُ. ويحسن الوقفُ عليها إذا كانت ردًّا بمعنى: ليس الأمرُ كذلك، ولا يحسن الوقفُ عليها إذا كانت تنبيهًا بمعنى «ألا» و«حَقًّا»، فاعرفه.